# Liste der Kulturdenkmale in St. Egidien

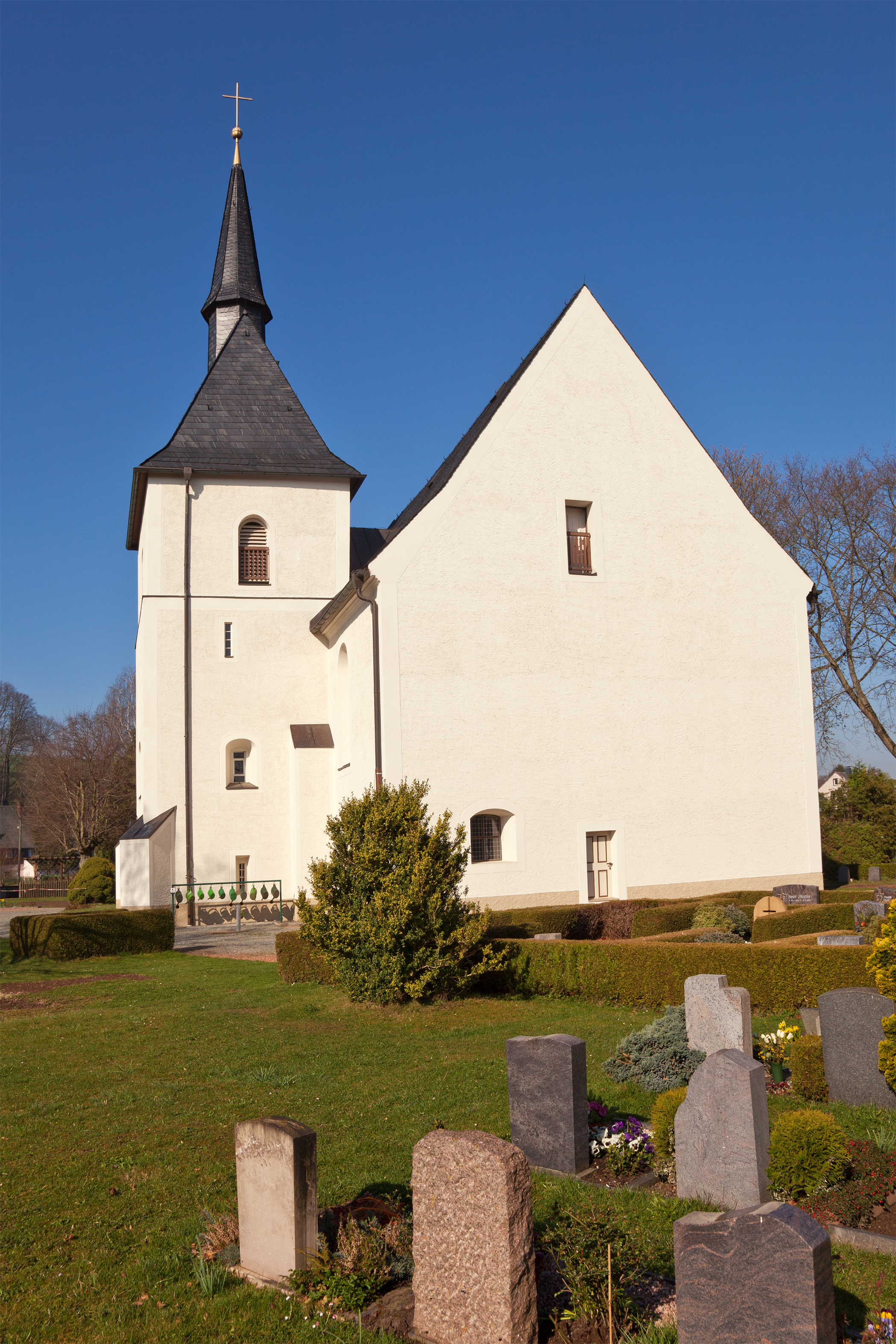
Kirche in St. Egidien

Die Liste der Kulturdenkmale in St. Egidien enthält die Kulturdenkmale in St. Egidien.
Diese Liste ist eine Teilliste der Liste der Kulturdenkmale in Sachsen.

## Legende
- Bild: Bild des Kulturdenkmals, ggf. zusätzlich mit einem Link zu weiteren Fotos des Kulturdenkmals im Medienarchiv Wikimedia Commons. Wenn man auf das Kamerasymbol klickt, können Fotos zu Kulturdenkmalen aus dieser Liste hochgeladen werden:
- Bezeichnung: Denkmalgeschützte Objekte und ggf. Bauwerksname des Kulturdenkmals
- Lage: Straßenname und Hausnummer oder Flurstücknummer des Kulturdenkmals. Die Grundsortierung der Liste erfolgt nach dieser Adresse. Der Link (Karte) führt zu verschiedenen Kartendiensten mit der Position des Kulturdenkmals. Fehlt dieser Link, wurden die Koordinaten noch nicht eingetragen. Sind diese bekannt, können sie über ein Tool mit einer Kartenansicht einfach nachgetragen werden. In dieser Kartenansicht sind Kulturdenkmale ohne Koordinaten mit einem roten bzw. orangen Marker dargestellt und können durch Verschieben auf die richtige Position in der Karte mit Koordinaten versehen werden. Kulturdenkmale ohne Bild sind an einem blauen bzw. roten Marker erkennbar.
- Datierung: Baubeginn, Fertigstellung, Datum der Erstnennung oder grobe zeitliche Einordnung entsprechend des Eintrags in der sächsischen Denkmaldatenbank
- Beschreibung: Kurzcharakteristik des Kulturdenkmals entsprechend des Eintrags in der sächsischen Denkmaldatenbank, ggf. ergänzt durch die dort nur selten veröffentlichten Erfassungstexte oder zusätzliche Informationen
- ID: Vom Landesamt für Denkmalpflege Sachsen vergebene, das Kulturdenkmal eindeutig identifizierende Objekt-Nummer. Der Link führt zum PDF-Denkmaldokument des Landesamtes für Denkmalpflege Sachsen. Bei ehemaligen Kulturdenkmalen können die Objektnummern unbekannt sein und deshalb fehlen bzw. die Links von aus der Datenbank entfernten Objektnummern ins Leere führen. Ein ggf. vorhandenes Icon  führt zu den Angaben des Kulturdenkmals bei Wikidata.

## St. Egidien
| Bild                                    | Bezeichnung | Lage                                          | Datierung                                                           | Beschreibung | ID       |
| --------------------------------------- | --- | --------------------------------------------- | ------------------------------------------------------------------- | --- | -------- |
| Direkt Bild zu diesem Denkmal hochladen | Wohnstallhaus und Scheune eines Bauernhofes                                                                      | Am Mühlgraben 4 (Karte)                       | 2. Hälfte 18. Jahrhundert                                           | Fachwerkbauten, baugeschichtlich und wirtschaftsgeschichtlich von Bedeutung. Denkmaltext: Wohl Gartennahrung, bestehend aus Wohnstallhaus und Scheune. 1605 erstmals urkundlich erwähnt. Nach der Konstruktion des Fachwerks zu urteilen, ist eine Bauzeit des Wohnhauses in der 2. Hälfte des 18. Jahrhunderts wahrscheinlich. Später dürfte es im Erdgeschoss massiv unterfahren worden sein. Das Erdgeschoss des Wohnhauses weist die typische Gliederung sächsischer Wohnstallhäuser auf. Im Obergeschoss blieb eine weitgehend im Originalzustand befindliche Fachwerkkonstruktion mit zahlreichen gezapften Streben erhalten. Abgeschlossen wird das Haus durch ein relativ steiles Satteldach. Die Scheune ist ein Fachwerkbau, ebenfalls durch Satteldach abschließend. Beide Gebäude dokumentieren durch ihren guten Originalzustand das Bauhandwerk und die Lebensverhältnisse der Bauzeit eindrucksvoll, woraus sich der bau- und sozialgeschichtliche Wert des Gärtneranwesens ableiten lässt. (LfD/2012) - Wohnhaus: Zweite Hälfte 18. Jahrhundert, Fachwerk-Obergeschoss, Erdgeschoss massiv, Satteldach, teilweise zu große Fenster, - Scheune: Fachwerk, Satteldach, 1605 urkundlich nachweisbar. | 09236141 |
| Direkt Bild zu diesem Denkmal hochladen | Häuslerhaus | Am Mühlgraben 14 (Karte)                      | nach 1724                                                           | Baugeschichtlich und sozialgeschichtlich von Bedeutung, Fachwerk-Obergeschoss, altertümliche Fachwerkkonstruktion (Kopfstreben, Thüringer-Leiter-Fachwerk). Fachwerk-Obergeschoss, Erdgeschoss massiv, Leiterbrüstung im Obergeschoss, steiles Satteldach, geblattete Kopfbänder, Bauveränderungen im Erdgeschoss, giebelseitiger Anbau, Schwelle gefast, vermutlich ehemals Umgebindehaus, ehemaliges Haus 1608 erbaut, 1724 abgebrannt, ursprünglich mit durchlaufendem Riegel. | 09235931 |
| Direkt Bild zu diesem Denkmal hochladen | Häuslerhaus | Am Mühlgraben 22 (Karte)                      | 1. Hälfte 19. Jahrhundert                                           | Baugeschichtlich und sozialgeschichtlich von Bedeutung, mit Fachwerk-Obergeschoss. Fachwerk-Obergeschoss, Erdgeschoss massiv, Satteldach. | 09303692 |
| Direkt Bild zu diesem Denkmal hochladen | Seitengebäude (mit Oberlaube) eines Vierseithofes                                                                | Bahnhofstraße 2 (Karte)                       | um 1800                                                             | Mit Fachwerk-Obergeschoss, strebenreiches Fachwerk, Laubengang zum Hof, baugeschichtlich von Bedeutung. | 09303645 |
| Direkt Bild zu diesem Denkmal hochladen | Wohnhaus | Bahnhofstraße 11 (Karte)                      | um 1905/1910                                                        | Markanter Putzbau mit Zierfachwerk, von baugeschichtlichem und städtebaulichem Wert. Zweigeschossig, rechteckiger Grundriss, hölzerner Wintergarten vor Erdgeschoss und Obergeschoss, Mittelrisalit, veränderter Eingangsvorbau, Zierfachwerk am Drempel und Dacherker mit geschweiften Streben, originale mehrflüglige Fenster mit Oberlichtern. | 09301154 |
| Weitere Bilder                          | Empfangsgebäude des Bahnhofs                                                                                     | Bahnhofstraße 23 (Karte)                      | 1858                                                                | Baugeschichtlich und eisenbahngeschichtlich von Bedeutung, Gründerzeitgebäude. | 09235937 |
| Direkt Bild zu diesem Denkmal hochladen | Wohnstallhaus eines Bauernhofes                                                                                  | Glauchauer Straße 1 (Karte)                   | 2. Hälfte 18. Jahrhundert                                           | Baugeschichtlich von Bedeutung, Fachwerkbau in ortsbildprägender Lage, strebenreiches Fachwerk. Fachwerk-Obergeschoss strebenreich, starker Schwellenkranz, liegender Dachstuhl, Erdgeschoss massiv, Satteldach, zu große Fenster im Erdgeschoss, Obergeschoss sehr gut erhalten, sehr wichtig für Ortsbild. | 09235933 |
| Direkt Bild zu diesem Denkmal hochladen | Wohnhaus und Scheune eines Bauernhofes                                                                           | Glauchauer Straße 2 (Karte)                   | 1739                                                                | Baugeschichtlich und sozialgeschichtlich von Bedeutung, Fachwerkbauten, Wohnhaus mit Stichbogenportal. Fachwerk-Obergeschoss, Erdgeschoss massiv, Satteldach, sehr guter Originalzustand, schöne Haustür und Stichbogenportal, originale Fenstergewände, Scheune: Fachwerk, Satteldach. | 09235932 |
| Direkt Bild zu diesem Denkmal hochladen | Häuslerhaus | Glauchauer Straße 27 (Karte)                  | 1798                                                                | Baugeschichtlich und sozialgeschichtlich von Bedeutung. Denkmaltext: 1798 erbautes Häusleranwesen. Erdgeschoss massiv, Fachwerkobergeschoss, schlichte zeittypische Konstruktion, Giebel verschiefert, Krüppelwalmdach. Das Gebäude ist weitgehend original erhalten und dokumentiert hierdurch die Lebensweise und das Bauhandwerk seiner Entstehungszeit, woraus sich dessen bau- und sozialgeschichtliche Bedeutung ableitet. (LfD/2012) | 09236126 |
|                                         | Wohnstallhaus eines ehemaligen Bauernhofes                                                                       | Glauchauer Straße 30 (Karte)                  | vor 1800                                                            | Baugeschichtlich von Bedeutung, Fachwerkhaus, strebenreiches Fachwerk, wichtig für Ortsbild. Denkmaltext: Früheste Erwähnung 1692, aber zuvor Grundstück bebaut. Heutiges Fachwerkhaus vermutlich ausgehendes 18. Jahrhundert. Zeit- und landschaftstypisches Fachwerkhaus mit massivem Erdgeschoss und holzreichem Fachwerk im Obergeschoss. Geringfügige bauliche Veränderungen, wie z. B. zu große Gauben, ein Giebel massiv und zu große Fensteröffnungen. Diese Veränderungen stellen jedoch keine maßgebliche Beeinträchtigung des Denkmalwertes dar. Das Gebäude beeindruckt durch sein gut erhaltenes Fachwerk aus dem 18. Jahrhundert, welches in dieser Ausprägung vorwiegend westlich von Chemnitz anzutreffen ist. Hieraus leitet sich der baugeschichtliche Wert des Hauses ab. Durch die unmittelbare Lage an der Dorfstraße und sein eindrucksvolles Erscheinungsbild prägt das Gebäude unverwechselbar das Ortsbild (LfD/2012) Erdgeschoss massiv, Obergeschoss teilweise Fachwerk, Satteldach, Gauben entstellend, ein Giebel massiv, zu große Fenster im Erdgeschoss, wichtig für Ortsbild, früheste Erwähnung 1692? | 09236125 |
|                                         | Häuslerhaus (Umgebindehaus)                                                                                      | Glauchauer Straße 32 (Karte)                  | 1663 erstmals erwähnt                                               | Baugeschichtlich, sozialgeschichtlich und hausgeschichtlich von Bedeutung, für die Region nur noch selten anzutreffendes Fachwerkhaus mit Umgebindekonstruktion, mit geblatteten Kopfstreben, Säulen des Umgebindes stehen frei vor Blockstube. Denkmaltext: Das Gebäude wurde 1663 erstmals erwähnt. Sein heutiges Erscheinungsbild erlangte es nach grundlegender Erneuerung in der Zeit um 1707/1708. Nach der Konstruktion des Hauses zu urteilen, wäre auch eine frühere Entstehungszeit möglich. Die Haustür soll aus dem Jahr 1707 stammen. Die Besonderheit des Hauses bilden die Fachwerkkonstruktion im Erdgeschoss, das erhaltene Umgebinde, die seltene und sehr alte Fachwerkkonstruktion im Obergeschoss. Die Holzverbindungen zwischen Kopf- bzw. Fußstreben und Ständern wurden durch Aufblattungen hergestellt. Im Erdgeschoss befindet sich eine originale Blockstube. Teilweise blieb sogar Lehmkratzputz im Haus erhalten. Singulär ist die kleine Remise an der Hofseite. Zum Zeitpunkt der Denkmalneuerfassung in St. Egidien im Jahr 1994 waren an der Hintertür Runen erhalten, die das Wort „Baetz“ bedeuteten (den Namen Baetz, abgeleitet von „Bär“ – nach Hinweis des Ortschronisten). Während der nach 1990 durchgeführten Denkmalneuerfassung registrierten wir im Direktionsbezirk Chemnitz noch über 350 Umgebindehäuser und mehr als 250 Block- oder Bohlenstuben, die aber nur selten so authentisch erhalten geblieben sind, wie beim „Eulenhaus“. Liebevoll versuchten Heimatfreunde, dieses wertvolle Haus zu retten und einer sinnvollen Nutzung zuzuführen, nachdem es seit 1978 nicht mehr als Wohnhaus genutzt wurde. Seit 1983 wurde das denkmalgerecht sanierte Haus für kulturelle Zwecke genutzt. Der Name des Hauses leitete sich ab von einer an der Hausfront angebrachten Keramik-Eule, die als Symbol der Weisheit gilt. Das Haus erlangt eine außerordentlich große hausgeschichtliche Bedeutung auf Grund seiner Authentizität, seines hohen Alters und seiner seltenen Bauweise. Zugleich erlangt es auch ortsgeschichtliche Bedeutung als Zeugnis dessen, was Heimatfreunde zum Erhalt ihres Dorfes erreichen können. (LfD/2012) Erdgeschoss und Obergeschoss Fachwerk, Umgebindehaus, erstmals 1663 erwähnt, geblattete Kopfbänder, Säulen des Umgebindes stehen frei vor Blockstube, Fenster mit Holzstöcken, Satteldach, altdeutsche Deckung, bis 1978 Wohnhaus, heute kulturelle Nutzung, im Erdgeschoss Schauer an Hofseite, geteilte Tür, eine Riegelreihe, Kopfstreben teilweise geblattet, an Hintertür Runen, Bedeutung: „Baetz“ = Familie Baetz = Bär. | 09236123 |
| Direkt Bild zu diesem Denkmal hochladen | Gasthaus | Glauchauer Straße 33 (Karte)                  | Anfang 18. Jahrhundert                                              | Baugeschichtlich und ortsgeschichtlich von Bedeutung, Fachwerkbau mit altertümlicher Konstruktion (Kopfstreben). Denkmaltext: Erstmals 1634 erwähnt, mehrfach baulich überformt und erweitert. Die Gaststube existiert seit 1789. Der Türstock des Hauses dürfte um 1820, möglicherweise beim Unterfahren des Erdgeschosses, eingebaut worden sein. Das massive Erdgeschoss ist baulich leicht überformt. Auch im Obergeschoss sind Veränderungen festzustellen, so unter anderem eine mögliche giebelseitige Erweiterung (mit neuerer Fachwerkkonstruktion) sowie vergrößerte Fensteröffnungen. Trotz dieser baulichen Veränderungen ist der Denkmalwert des Hauses auf Grund der sehr alten und gut erhaltenen Fachwerkkonstruktion im Obergeschoss und des bemerkenswerten Dachs mit originalem Dachstuhl gegeben. Der Denkmalwert des Gasthauses ergibt sich somit aus dessen großer baugeschichtlicher und ortsgeschichtlicher Bedeutung, bedingt durch seine Authentizität, sein hohes Alter und seine Nutzungsgeschichte. Das hinter dem Gasthaus befindliche Seitengebäude wurde 2011 auf Grund umfangreicher baulicher Veränderungen aus der Denkmalliste gestrichen. (LfD/2012) - Gasthaus: Fachwerk-Obergeschoss, Erdgeschoss massiv unterfahren, Türstock um 1820, Krüppelwalmdach, verschiedene Anbauten, Gaststube seit 1789, eventuell 1634?, am Fachwerk geblattete Kopfstreben, - Seitengebäude (Nummer 34) hinter dem Gasthaus: Fachwerk-Obergeschoss, Erdgeschoss massiv, ehemals Stall – baulich erheblich verändert, daher 2011 aus der Denkmalliste gestrichen. | 09236124 |
| Direkt Bild zu diesem Denkmal hochladen | Wohnstallhaus und Scheune eines Dreiseithofes                                                                    | Glauchauer Straße 42 (Karte)                  | bezeichnet 1838                                                     | Baugeschichtlich und wirtschaftsgeschichtlich von Bedeutung, Wohnhaus Fachwerkbau mit schönem Türportal. Denkmaltext: Kleiner Dreiseithof (Gartennahrung), bestehend aus dem ehemaligen Wohnstallhaus, der Scheune und einem Schuppen (dieser 1994 aus der Denkmalliste wieder gestrichen). Das Wohnhaus (ehemals Wohnstallhaus) wurde am Türstock bezeichnet „No: 12 C. F. R. 1838“, mit großer Wahrscheinlichkeit der Bauzeit des Hauses. Das Haus steht traufständig zur Glauchauer Straße. Das zweigeschossige, über längsrechteckigem Grundriss aufgeführte Gebäude wird durch ein gut proportioniertes Krüppelwalmdach mit „Altdeutscher Schieferdeckung“ abgeschlossen. Das Erdgeschoss ist massiv und verputzt, das Obergeschoss wurde in Fachwerkbauweise errichtet, ebenso die Giebel. Das holz- und strebenreiche Fachwerk ist für die Zeit um 1800 charakteristisch. Die Konstruktion blieb original erhalten. Das Gleiche gilt für das Erdgeschoss. Beispielsweise blieben hier die Fenstergewände und das Türportal mit waagerechtem Gebälk erhalten. Sehr schön sind die zweireihig angeordneten kleinen Gauben auf dem Dach an der Straßentraufseite. Die einzige Veränderung stellt ein eingeschossiger, massiver Anbau an der Hoftraufseite dar, welcher aber nicht zur Zerstörung des Originalbestandes oder zu einer wesentlichen Beeinträchtigung des Erscheinungsbildes führte. Die Scheune, ein eingeschossiger Bau mit Fachwerkdrempel, wurde laut Auskunft des Eigentümers 1909 erbaut. Sie wird durch ein flachgeneigtes Satteldach abgeschlossen. An der Hoftraufseite ersetzte man im Zuge eines Garageneinbaus das Fachwerk durch Ziegelmauerwerk. Das große Holztor war zum Zeitpunkt der Denkmalausweisung noch erhalten. Der Denkmalwert der Wohn- und Wirtschaftsgebäude dieses Hofes ergibt sich aus der bau- und sozialgeschichtlichen Bedeutung auf Grund des guten Originalzustandes und der zeit- und landschaftstypischen Ausprägung. (LfD/2012). - Wohnhaus: Fachwerk-Obergeschoss, Erdgeschoss massiv, Türportal bezeichnet 1838, Giebel verschiefert, Krüppelwalmdach, Fenstergewände erhalten, - Scheune: Fachwerk, Satteldach, wohl ehemals Gartennahrung. | 09236133 |
| Direkt Bild zu diesem Denkmal hochladen | Häuslerhaus | Glauchauer Straße 45 (Karte)                  | um 1800                                                             | Baugeschichtlich und sozialgeschichtlich von Bedeutung, Fachwerkhaus. Denkmaltext: Ländliches Wohnhaus (vermutlich ehemaliges Häusleranwesen), 1693 erstmals erwähnt. Aus dieser Zeit könnte der Dachstuhl des Hauses sein, möglicherweise auch die Fachwerkkonstruktion des Obergeschosses. Das Gebäude wurde später massiv unterfahren. Möglicherweise entstand im gleichen Zeitraum ein giebelseitiger Anbau mit Pultdach, der sich in seiner Gestaltung an das Wohnhaus anpasst. An die Hoftraufseite schließt ein weiterer eingeschossiger Anbau an, der jedoch nicht denkmalwürdig ist. Das Fachwerkobergeschoss beeindruckt durch seine regelmäßige Konstruktion mit zahlreichen gezapften Streben und einer breit ausgeprägten Schwelle im Obergeschoss, bestehend aus Rähm des Erdgeschosses, Füllhölzern und Schwelle des Obergeschosses. Am Rähm des Erdgeschosses giebelseitig blieben Blattsassen erhalten, die den eindeutigen Hinweis dafür liefern, dass dieses Haus ursprünglich ein Umgebinde mit Blockstube besaß. Abgeschlossen wird das Gebäude durch ein steiles Krüppelwalmdach in schönen Proportionen. Durch das hohe Alter großer Teile des Hauses sowie seinen guten Originalzustand erlangt das Haus große hausgeschichtliche Bedeutung. (LfD/2012) Fachwerk-Obergeschoss, Erdgeschoss massiv, steiles Krüppelwalmdach, traufseitig er Anbau, teilweise zu große Fenster, giebelseitiger Anbau, eventuell 1693. | 09236127 |
| Direkt Bild zu diesem Denkmal hochladen | Wohnhaus und Scheune eines ehemaligen Dreiseithofes                                                              | Glauchauer Straße 58 (Karte)                  | bezeichnet 1835                                                     | Baugeschichtlich und wirtschaftsgeschichtlich von Bedeutung, Fachwerkbauten. Denkmaltext: Das Gut wurde bereits 1493 im Schönburgischen Zinsregister erwähnt. Laut Inschrift am Wohnhaus wurde dieses ursprünglich zu einem Vierseithof gehörende Bauernhaus 1835 errichtet. Die Scheune dürfte zeitgleich gebaut sein. - Scheune: Fachwerkkonstruktion, auch Drempel in Fachwerk, Satteldachabschluss, - Bauernhaus: Erdgeschoss massiv, geringfügig baulich überformt, Türstock teilweise erhalten, Fachwerkobergeschoss, Abschluss durch Krüppelwalmdach, Weitgehend original erhaltenes ländliches Ensemble aus Wohn- und Wirtschaftsgebäuden aus dem 18. Jahrhundert, welches die Arbeits- und Lebensweise des ausgehenden 18. Jahrhunderts ebenso dokumentiert wie die Bauweise jener Zeit. Aus dieser Tatsache leitet sich die sozial- und baugeschichtliche Bedeutung des Hauses ab. (LfD/2012) | 09236129 |
| Direkt Bild zu diesem Denkmal hochladen | Stallgebäude und Scheune eines Vierseithofes                                                                     | Höhenweg 5 (Karte)                            | nach 1800                                                           | Baugeschichtlich und wirtschaftsgeschichtlich von Bedeutung, Fachwerkbauten. - Stall: Fachwerk-Obergeschoss, Erdgeschoss massiv, Stallteil verändert, Tür im Obergeschoss, geschweifte Strebe, alle Holzverbindungen gezapft, Satteldach, - Scheune: Um 1800, Fachwerk Drempel, Satteldach, Keller, drei Tore. | 09235935 |
| Direkt Bild zu diesem Denkmal hochladen | Brücke über den Lungwitzbach, zwischen Lungwitzer Straße und Lessingweg                                          | Lessingweg (Karte)                            | 19. Jahrhundert                                                     | Technikgeschichtlich und baugeschichtlich von Bedeutung, Steinbogenbrücke. Pfeiler und zwei Bögen. | 09235936 |
| Direkt Bild zu diesem Denkmal hochladen | Gruppe ländlicher Wohnhäuser, einst Frönerhäuser                                                                 | Lessingweg 11; 12; 13; 15; 16; 17; 18 (Karte) | 1613 (Nr. 15 – erste urkundliche Erwähnung, eventuelle Bauzeit)     | Baugeschichtlich und sozialgeschichtlich von Bedeutung. Denkmaltext: Um 1600 wurden hier zwölf Frönerhäuser, auch „Drescherhäuser“ genannt, errichtet. Es handelt sich hierbei um ein Ensemble von kleinen, relativ schlichten Fachwerkhäusern ohne Unterkellerung, im Inneren sehr einfach. Aus der Anordnung der Häuser um einen kleinen Platz leitet sich auch die Bezeichnung „Oberer Tempel“ (für eine Ansammlung von Häusern) ab. 1689 ist überliefert, dass nur noch drei Wohnhäuser bewohnt waren. Es ist ebenfalls überliefert, dass der damalige Besitzer des Bernsteingutes die heutigen Häuser errichten ließ. Diese Fachwerkhäuser dürften nach dem vorgefundenen Baubestand zu urteilen, insbesondere der Fachwerkkonstruktionen, vorwiegend aus dem 18. Jahrhundert stammen (nur ein Gebäude aus Zeit um 1700, andere eher nach 1750). Allerdings ist es durchaus möglich, das im Inneren der Häuser, vor allem im Bereich der Dachstühle, ältere Bausubstanz erhalten blieb. Schlichte Fachwerkhäuser mit massiven Erdgeschossen und zumeist strebenreichem Fachwerk in den Obergeschossen. Abschlüsse zumeist durch Satteldächer (teils sehr steil). Der Denkmalwert ergibt sich aus der baugeschichtlichen Bedeutung der zeittypischen Fachwerkhäuser und der ortsentwicklungsgeschichtlichen Bedeutung insbesondere durch die singuläre städtebauliche Situation. (LfD/2012) Um 1600 wurden hier zwölf Frönerhäuser, auch „Drescherhäuser“ errichtet, ohne Unterkellerung, sehr einfach, engster Raum, daher auch Bezeichnung Tempel für Ansammlung von Häusern, 1689 waren nur noch drei Wohnhäuser bewohnt, durch Besitzer des Bernsteingutes errichtet, heutige Bausubstanz geschätzt nach Fachwerkkonstruktion aus dem 18. Jahrhundert, nur ein Gebäude aus Zeit um 1700, andere eher nach 1750, schlichte Fachwerkhäuser mit Fachwerk-Obergeschoss, Erdgeschoss, zumeist Satteldächer, wichtiges Bauensemble (Lessingweg 11, 12, 13, 15, 16, 17, 18) Nummer 19 (Flstk. 12): ehemaliges Umgebindehaus, heute Blockstube mit Umgebinde nicht erhalten, Streichung aus der Denkmalliste. | 09235695 |
| Direkt Bild zu diesem Denkmal hochladen | Gasthof | Lichtensteiner Straße 5 (Karte)               | bezeichnet 1834                                                     | Baugeschichtlich und ortsgeschichtlich von Bedeutung, mit Fachwerk-Obergeschoss, klassizistisches Türportal, ortsbildprägende Lage an Straßenkreuzung. Fachwerk-Obergeschoss, Erdgeschoss massiv, Türportal, Krüppelwalmdach. | 09235934 |
| Direkt Bild zu diesem Denkmal hochladen | Wohnstallhaus eines ehemaligen Dreiseithofes                                                                     | Lindenstraße 3 (Karte)                        | 2. Hälfte 18. Jahrhundert                                           | Baugeschichtlich und ortsbildprägend von Bedeutung, Fachwerkbau, strebenreiches Fachwerk, klassizistisches Türportal, bildprägende Lage nahe der Dorfkirche und dem Kirchhof. Denkmaltext: Landschafts- und zeittypisches Wohnstallhaus eines ehemaligen Bauerngutes in gutem Originalzustand von städtebaulicher (ortsbildprägenden) Bedeutung. Urkundlich ist das Anwesen bereits 1493 nachweisbar. Erbaut wurde das heutige Wohnstallhaus jedoch vermutlich in der 2. Hälfte des 18. Jahrhunderts (geschätzte Bauzeit anhand des vorgefundenen Baubestandes). Bezeichnet am Türportal „CTI 1851“, eventuell Zeitpunkt einer nachträglichen Bauphase, keinesfalls Angabe zur Errichtung des bestehenden Gebäudes. Auf längsrechteckigem Grundriss errichteter zweigeschossiger Baukörper mit hohem Krüppelwalmdach. Das Erdgeschoss und ein Giebel (feldseitig/nachträglich) sind in Massivbauweise errichtet, das Obergeschoss weist eine regelmäßige, holz- und strebenreiche Fachwerkkonstruktion mit Lehmstakung auf, die relativ unversehrt ist. So wurden die Fensterformate weitestgehend beibehalten. Die Türportale im Erdgeschoss des Gebäudes wurden aus Porphyr gefertigt. Das mit der o. g. Bezeichnung versehene Haupttürportal weist die charakteristischen Gestaltungsmerkmale aus der Mitte des 19. Jahrhunderts auf, wie ein waagerechtes Gebälk mit Zahnschnitt über der Tür. Das Stalltürportal weist Schäden auf. Bauveränderungen wurden an der feldseitigen Giebelseite (Fachwerk ersetzt), an der Feldtraufseite und an Fenstern und Türen vorgenommen. Es handelt sich hierbei um rückführbare Veränderungen, die keine wesentliche Beeinträchtigung der Hauptansichtseiten des Gebäudes darstellen. Das Gebäude steht unmittelbar neben dem Dorffriedhof. Es besteht eine wichtige Blickbeziehung zwischen der Dorfkirche und diesem Wohnstallhaus. Das Gebäude bildet gemeinsam mit der Dorfkirche und dem Dorffriedhof ein dörfliches Bauensemble von unverwechselbarem Charakter. Es muss betont werden, dass gerade die zum Friedhof weisende Giebelfront des Gebäudes in gutem Originalzustand erhalten blieb. Der Hofcharakter ist durch den Abbruch der Wirtschaftsgebäude zerstört. Die zeittypische Bauweise des Wohnstallhauses begründet dessen baugeschichtliche Bedeutung. (LfD/1995) Am Türstock 1861 bezeichnet, Fenstergewände verändert, ebenso Erdgeschoss entstellend verändert, ein Giebel massiv, Krüppelwalmdach, Fachwerk-Obergeschoss erhalten, Kirchennähe, wichtig für Ortsbild, Abbruchgenehmigung 21. Februar 1997 erteilt (nicht mehr gültig).                | 09235925 |
| Weitere Bilder                          | Kirche mit Ausstattung                                                                                           | Lungwitzer Straße (Karte)                     | 1752–1753, später überformt                                         | Baugeschichtlich, ortsgeschichtlich und ortsbildprägend von Bedeutung, schlichte barocke Saalkirche. - Einschiffig, Holzdecke, gerade geschlossen, massiver Ostgiebel, südlich massiver Turm, Satteldach, spitzbehelmter Dachreiter, Kelch, Silber, um 1730, Hostienbüchse Silber, gleiche Zeit, Reste Flügelaltar um 1500, - Familiengruft Pfabe ehemals mit Bronzeplastik, diese fehlt nach Angabe der UDSB seit 2004/2005, - Familiengrab Pfabe vom Kirchhof zum Gerth-Turm, Lungewitzer Straße 77, versetzt (siehe Objekt 09235692). | 09236131 |
|                                         | Eisenbahnbrücke über die Lungwitzer Straße und den Lungwitzbach                                                  | Lungwitzer Straße (Karte)                     | 1879                                                                | Baugeschichtlich und eisenbahngeschichtlich von Bedeutung. Fünfbogige Brücke über die Lungwitzer Straße. | 09236136 |
| Direkt Bild zu diesem Denkmal hochladen | Wohnstallhaus, zwei Seitengebäude und Scheune eines Vierseithofes                                                | Lungwitzer Straße 2 (Karte)                   | 2. Hälfte 18. Jahrhundert (Wohnhaus)                                | Baugeschichtlich, sozialgeschichtlich und wirtschaftsgeschichtlich von Bedeutung, überwiegend Fachwerkbauten, stattliches Wohnstallhaus mit V-Streben-Fachwerkkonstruktion, ein Seitengebäude mit Kumthalle, städtebaulich markante Lage am Ortsrand. - Wohnhaus: Fachwerk-Obergeschoss, Erdgeschoss massiv, Krüppelwalmdach, Waschhausanbau, um 1820 noch Backhaus, zweite Hälfte 18. Jahrhundert, - Erstes Seitengebäude: Zweibogige Kumthalle, um 1900, Durchfahrt, massiv, Pferdestall, - Scheune: Fachwerk, Drempel, Satteldach, um 1900, - Zweites Seitengebäude: Um 1900, zwei Giebel massiv, Fachwerk-Obergeschoss, Erdgeschoss massiv. | 09236134 |
| Direkt Bild zu diesem Denkmal hochladen | Scheune eines Dreiseithofes                                                                                      | Lungwitzer Straße 4 (Karte)                   | 18. Jahrhundert                                                     | Baugeschichtlich und wirtschaftsgeschichtlich von Bedeutung. Satteldach, Drempel überkragend und verbrettert. | 09236135 |
| Direkt Bild zu diesem Denkmal hochladen | Wohnstallhaus, Stallgebäude und Scheune eines Vierseithofes                                                      | Lungwitzer Straße 16 (Karte)                  | 2. Hälfte 18. Jahrhundert                                           | Baugeschichtlich und wirtschaftsgeschichtlich von Bedeutung, Fachwerkbauten, Seitengebäude mit Vorbau, darin eine Kumthalle. - Pferdestall: Zweite Hälfte 18. Jahrhundert, zweibogige Kumthalle um 1950 errichtet, Satteldach, Erdgeschoss massiv, Fachwerk-Obergeschoss, - Wohnhaus: Zweite Hälfte 18. Jahrhundert, verändert, Fachwerk-Obergeschoss, Erdgeschoss massiv, Satteldach, zu große Fenster, aber wichtig für Ensemble, * Scheune: Vor 1800, Fachwerk mit Drempel, Satteldach, Drempel verbrettert, Inschrift in Balken: 1799 datiert „Der Hand Gottes ist anvertraut Herz Anno 1799 diese Scheune ganz neu erbaut zu der Zeit da Joh. Samuel Wingold und Joh.Gottlieb Schwarzmberg Zimmermann war“. Am Pferdestall Heuaufzug. | 09235928 |
| Direkt Bild zu diesem Denkmal hochladen | Wohnstallhaus, Seitengebäude und Scheune eines Dreiseithofes                                                     | Lungwitzer Straße 18 (Karte)                  | bezeichnet 1805                                                     | Baugeschichtlich und wirtschaftsgeschichtlich von Bedeutung, Fachwerkbauten, wichtig für Ortsbild. - Wohnhaus: 1805?, eventuell doch zweite Hälfte 18. Jahrhundert, Fachwerk-Obergeschoss strebenreich, Erdgeschoss massiv und verändert, Garageneinbau, zu große Fenster im Giebel und im Erdgeschoss, traufseitiger Anbau, Satteldach, wichtig für Ortsbild, Tor, - Stallgebäude: Fachwerk-Obergeschoss, Tür im Obergeschoss, Erdgeschoss massiv, einbogige Kumthalle, eventuell Pferdestall, Heuaufzug, Satteldach, leicht verändert im Erdgeschoss, vermutlich zweite Hälfte 18. Jahrhundert, - Scheune: Gleiche Entstehungszeit, Fachwerk 19. Jahrhundert komplett, zwei große Tore, eins Schiebetor, 20. Jahrhundert Satteldach, Datierung ursprünglich am Türstock des Wohnhauses. | 09235929 |
| Direkt Bild zu diesem Denkmal hochladen | Wohnhaus (Umgebindehaus)                                                                                         | Lungwitzer Straße 25 (Karte)                  | 1627 (früheste Erwähnung laut Ortschronisten)                       | Baugeschichtlich und sozialgeschichtlich von Bedeutung, bemerkenswerte Umgebindekonstruktion, altertümliches Fachwerk mit Kopfstreben und vorkragendes Obergeschoss. Tonnengewölbter Keller mit Brunnen und Nische für Lampe, einfach stehender Stuhl im Dachbereich, Holzeinschubtreppe, Umgebindekonstruktion, stark vorkragendes Obergeschoss, Kopfbänder geblattet mit Hakenblatt, im Obergeschoss starke Fachwerksäulen und Kopfbänder geblattet, Erdgeschoss mit Blockstube und Holzeinschubdecke, zugeputzt und verkleidet, Giebeldreieck verbrettert mit Wetterschräge, Krüppelwalmdach, Fußstreben im Fachwerk-Obergeschoss in Schwelle gezapft und in Ständer geblattet, Türportal um 1800, dort massiv, Säulen des Umgebindes auf Steinfundamenten, eventuell 1627 erbaut. | 09235927 |
| Direkt Bild zu diesem Denkmal hochladen | Zwei Seitengebäude und Scheune eines Vierseithofes und Torbogen                                                  | Lungwitzer Straße 35 (Karte)                  | Zweite Hälfte 18. Jahrhundert                                       | Baugeschichtlich und wirtschaftsgeschichtlich von Bedeutung, Fachwerkbauten. - Erstes Seitengebäude: Durchfahrt zugebaut, Erdgeschoss Garageneinbau, Fachwerk-Obergeschoss, abgefaste Schwelle, leicht vorkragend, Schiebefenster, Satteldach, um 1750, - Zweites Seitengebäude: Leicht geschweifte Streben, Fachwerk-Obergeschoss, Erdgeschoss massiv, Garageneinbau, Satteldach, um 1800, - Scheune: Fachwerk Drempel, 1787 vermutlich, Drempel um 1930. | 09235926 |
| Direkt Bild zu diesem Denkmal hochladen | Alte Kirchschule                                                                                                 | Lungwitzer Straße 41 (Karte)                  | 1811                                                                | Baugeschichtlich, ortsgeschichtlich und ortsbildprägend von Bedeutung, mit barockem Segmentbogenportal, schöner Haustür und mehreren Inschrifttafeln auf der Hofseite, ortsbildprägende Lage nahe der Kirche. Teilweise aus Abbruchmaterial der alten Kirche St. Aegidius, massiv, schöne Haustür, Stichbogenportal mit Schlussstein, Krüppelwalmdach, Zimmermeister Schwartzen, Maurermeister Bruchmann, auch an rückwärtiger Traufseite originale Haustür, heute mit Kirchgemeindesaal. | 09236130 |
| Direkt Bild zu diesem Denkmal hochladen | Stallgebäude eines Vierseithofes                                                                                 | Lungwitzer Straße 48 (Karte)                  | Zweite Hälfte 18. Jahrhundert                                       | Baugeschichtlich von Bedeutung. - Stallgebäude: Fachwerk-Obergeschoss, strebenreich, gezapfte Holzverbindungen, zwei Türen im Obergeschoss, Erdgeschoss massiv unterfahren und verändert, Satteldach, - Scheune: Fachwerk, Giebel verschiefert, Satteldach, sehr guter Originalzustand, vermutlich unterschiedliche Bauphasen, Streben gezapft und teilweise geblattete Holzverbindungen, Öffnung für Deichsel, Stall unsaniert, Scheune 2003 abgebrochen, 1493 urkundlich nachweisbar. | 09235697 |
| Direkt Bild zu diesem Denkmal hochladen | Stallgebäude und ehemaliges Wohnstallhaus (später Seitengebäude) eines Vierseithofes und Toreinfahrt             | Lungwitzer Straße 51 (Karte)                  | Zweite Hälfte 18. Jahrhundert                                       | Baugeschichtlich und wirtschaftsgeschichtlich von Bedeutung, Fachwerkbauten. - Stallgebäude: Fachwerk-Obergeschoss, Erdgeschoss massiv, Satteldach, zwei Türen im Obergeschoss, - Wohnstallhaus: Fachwerk-Obergeschoss, Erdgeschoss und Giebel massiv, Tür im Obergeschoss, Krüppelwalmdach, alte Fenster, Heuaufzug am Seitengebäude, Hof urkundlich 1493 nachweisbar | 09235696 |
| Direkt Bild zu diesem Denkmal hochladen | Seitengebäude (mit Oberlaube) eines Bauernhofes                                                                  | Lungwitzer Straße 63 (Karte)                  | 1790                                                                | Baugeschichtlich von Bedeutung, Fachwerkbau mit seltener Oberlaube. Zehnbogige Oberlaube, Brüstung mit Brettern, giebelseitiger Anbau, Satteldach. | 09235694 |
|                                         | Wohnhaus | Lungwitzer Straße 72 (Karte)                  | 1737                                                                | Baugeschichtlich und sozialgeschichtlich von Bedeutung, enge Ständer- und Strebenstellung im Fachwerk-Obergeschoss, wichtig für Ortsbild. Fachwerk-Obergeschoss, Erdgeschoss massiv, giebelseitiger Anbau, Krüppelwalmdach, zu große Fenster im Erdgeschoss, wichtig für Ortsbild. | 09235693 |
|                                         | Speicherbau und Torbogen eines Bauernhofes, heute Heimatmuseum, sowie vom Kirchhof versetztes Familiengrab Pfabe | Lungwitzer Straße 77 (Karte)                  | 1720 Dendro                                                         | Speichergebäude ein Massivbau, Bruchsteinmauerwerk bis zu ein Meter Dicke, alter Getreidespeicher, baugeschichtlich und ortsgeschichtlich von Bedeutung. Im 18. Jahrhundert in Urkunden einmal erwähnt, Bruchsteinmauerwerk, bis zu ein Meter Dicke, schießschartenartige Fensteröffnungen, Dachstuhl durch Brand geschädigt, über alten Dachstuhl wurde neuer gebaut, alle Unterzüge auch im Dachbereich abgefast oder mit Schiffchenkehle, unterschiedliche Abbundzeichen, gleiche Abbundzeichen wie Speicher in Niederlungwitz, laut mündlicher Überlieferungen um 1450, die dendrochronologische Untersuchung bestätigte diese Überlieferung nicht. Um 2005 Familiengrab Pfabe vom Kirchhof an den Gerth-Turm versetzt. | 09235692 |
|                                         | Fabrikgebäude mit seitlicher Einfriedung                                                                         | Lungwitzer Straße 82 (Karte)                  | 1905 (Strumpffabrik)                                                | Ortsgeschichtlich und ortsbildprägend von Bedeutung, Strumpffabrik, gründerzeitliche Fassade mit weißglasierten Ziegeln. Gebäude an Straße, weißglasierte Ziegel, Ornament roter Klinker und schwarzglasierte Ziegel, Gesims Klinker, reich verziert, Satteldach, Anbau (Nummer 82a) – kein Denkmal. | 09235691 |
| Direkt Bild zu diesem Denkmal hochladen | Villa mit Einfriedung und Garten                                                                                 | Lungwitzer Straße 83 (Karte)                  | 1896 (Villa)                                                        | Kleine gründerzeitliche Fabrikantenvilla mit gut erhaltener Innenausstattung sowie Garten mit wertvollem Baumbestand von ortsgeschichtlicher und baugeschichtlicher Bedeutung. Denkmaltext: Villa des Fabrikanten Ernst Hermann Wolf (gegenüberliegende Fabrik), 1896 erbaut. Eingeschossiger Klinkerbau über annähernd quadratischem Grundriss, Mittelrisalite, Sockel Porphyrtuff – Polygonmauerwerk, Fassade roter Klinker mit Lisenengliederung, weiterhin Fassade gegliedert durch Naturstein- oder Kunststeinbänder, Fenster eingefasst durch Naturstein- oder Kunststeingewände mit waagerechten Fensterverdachungen oder Dreieckgiebelverdachungen, seitlich Hauseingang mit originaler Haustür: zweiflügelig mit Schnitzereien, Glaseinsätze, ebenfalls bezeichnet „E.W.“, vor dem Eingang Treppenpodest mit zweiarmiger Treppe mit originalem Eisengeländer, Mansardwalmdach, zweiachsiger Dacherker in repräsentativer Gestaltung, unter anderem kannelierte Pilaster, dieser bezeichnet „E.H.W.“, Blendgiebel bekrönt, Im Inneren: Pendeltür mit Bleiglasfenster mit bildlicher Darstellung (Jugendstil): Landschaft mit Kirche, Bauernhaus, Segelschiff, Blumen u. a., weiterhin alle Zimmertüren erhalten sowie Stuckdecken, ein alter Ofen in einer Stube im Erdgeschoss, im Vorflur aufwendige Stuckdecke, Garten: keine historische Wegeführung, alter Baum- und Buschbestand u. a. Rhododendren, Kornelkirschen, Streuobstwiese (LfD/2011). | 09235690 |
| Direkt Bild zu diesem Denkmal hochladen | Häuslerhaus | Lungwitzer Straße 98 (Karte)                  | vermutlich 1840                                                     | Baugeschichtlich und sozialgeschichtlich von Bedeutung, Fachwerkbauten. - Scheune: Fachwerk, Satteldach, vor 1800, - Häuslerhaus: Fachwerk-Obergeschoss, Erdgeschoss massiv, Satteldach, Giebeldreieck verbrettert, vermutlich 1840, an Scheune geteilte Stalltür, diese traufseitig um den Stall erweitert, sehr guter Originalbestand, Abriss um 2010 mit denkmalschutzrechtlicher Genehmigung vom 12. Juli 2006. | 09236140 |
| Direkt Bild zu diesem Denkmal hochladen | Häuslerhaus | Lungwitzer Straße 104 (Karte)                 | 1788                                                                | Baugeschichtlich und sozialgeschichtlich von Bedeutung, Fachwerkhaus. Fachwerk-Obergeschoss, Erdgeschoss massiv, Satteldach, Giebeldreieck verbrettert. | 09236139 |
| Direkt Bild zu diesem Denkmal hochladen | Wohnstallhaus, Scheune und zwei Seitengebäude eines Vierseithofes                                                | Lungwitzer Straße 107 (Karte)                 | Zweite Hälfte 18. Jahrhundert                                       | Baugeschichtlich, sozialgeschichtlich und wirtschaftsgeschichtlich von Bedeutung, Fachwerkbauten in ortsbildprägender Lage nahe dem Eisenbahnviadukt, sehr wichtig wegen Geschlossenheit der Anlage und Originalbestand. - Wohnhaus: Zweite Hälfte 18. Jahrhundert, Fachwerk-Obergeschoss, Erdgeschoss massiv, - Erstes Seitengebäude: Fachwerk-Obergeschoss, Erdgeschoss massiv, Drempel, Satteldach, Tür im Obergeschoss, um 1900, Stallgebäude, - Zweites Seitengebäude: Um 1800, Fachwerk-Obergeschoss, Erdgeschoss massiv, Satteldach, - Scheune: Um 1800, steiles Satteldach, Fachwerk, Sehr gut erhaltener Bauernhof in gutem Originalzustand an dominanter Lage im Ort, sehr wichtig wegen Geschlossenheit der Anlage und Originalbestand, urkundlich erwähnt 1493. | 09236137 |
| Direkt Bild zu diesem Denkmal hochladen | Wohnstallhaus und Seitengebäude (Scheune mit Oberlaube) eines Vierseithofes                                      | Lungwitzer Straße 110 (Karte)                 | 1764                                                                | In gutem Originalzustand überlieferte bäuerliche Wohn- und Wirtschaftsgebäude, Fachwerkbauten, Scheune mit seltener Oberlaube in ungewöhnlich reicher Gestaltung, Gehöft ist aufgrund dominanter Lage nahe dem Eisenbahnviadukt und Kubatur seiner Baukörper bedeutsam für Ortsbild. - Wohnstallhaus: Erdgeschoss massiv und leicht verändert, Obergeschoss Fachwerk mit zahlreichen Streben, Krüppelwalmdach, um 1800, - Seitengebäude: Scheune mit Bergeraum im Obergeschoss, dort 21-jochige Oberlaube, Krüppelwalmdach, beginnendes 19. Jahrhundert, hausgeschichtlich wichtig, weil wenige Scheunen mit Oberlauben nachweisbar und nur wenige Oberlauben mit diesen Ausmaßen erhalten sind, die anderen Gebäude des Hofes jünger und teilweise baulich verändert, beide ohne Denkmalwert, Scheune bildet hinteren Hofabschluss, Gehöft ist aufgrund dominanter Lage und Kubatur seiner Baukörper bedeutsam für Ortsbild. | 09236832 |
| Direkt Bild zu diesem Denkmal hochladen | Wohnhaus | Lungwitzer Straße 115 (Karte)                 | 1754                                                                | Baugeschichtlich und sozialgeschichtlich von Bedeutung, Fachwerkhaus. Fachwerk-Obergeschoss, strebenreich, Erdgeschoss massiv unterfahren, zu große Fenster, ein Giebel massiv, Satteldach. | 09235688 |
| Direkt Bild zu diesem Denkmal hochladen | Wohnstallhaus und Scheune eines Bauernhofes                                                                      | Lungwitzer Straße 117 (Karte)                 | 1611                                                                | Baugeschichtlich und wirtschaftsgeschichtlich von Bedeutung, Fachwerkbauten, Wohnhaus mit altertümlicher Fachwerkkonstruktion (Kopfstreben, vorkragendes Obergeschoss mit abgefaster Schwelle). - Wohnhaus: Fachwerk-Obergeschoss, leicht vorkragend, Schwelle abgefast, Erdgeschoss massiv, Satteldach, geblattete Kopfbänder, eine Strebe gezapft, giebelseitiger Anbau, Blockstube wahrscheinlich erhalten, Holzeinschubdecke verkleidet, am Rähm Blattsassen, ursprünglich war eine durchlaufende Riegelkette auf Ständer geblattet, dort heute zugesetzte Blattsassen als Hinweis, - Scheune: Fachwerk, Drempel, Satteldach, einfacher Bau, 19. Jahrhundert. | 09235687 |
| Direkt Bild zu diesem Denkmal hochladen | Haustür des Pfarrhauses                                                                                          | Pfarrweg 1 (Karte)                            | um 1800 (Haustür, Erbauung Pfarrhaus 1725)                          | Handwerklich-künstlerisch von Bedeutung. Denkmaltext: Das heute baulich stark überformte Pfarrhaus wurde 1725 erbaut. Zwischenzeitlich ist es mehrfach überformt worden, so dass es heute nicht mehr denkmalwürdig ist. Es blieb eine handwerklich hochwertige Haustür, vermutlich um 1800 hergestellt, erhalten. Es handelt sich um eine zweiflüglige Holzkassettentür mit Glaseinsätzen, verziert durch Schnitzwerk und Ziergitter. Vergleichbare Türen blieben nur vereinzelt erhalten. Vor allem im ländlichen Raum trifft man nur vereinzelt auf vergleichbare Handwerksarbeiten. Die künstlerisch qualitätvolle Handwerksarbeit erlangt durchaus künstlerische Bedeutung. Die Seltenheit derartiger Haustüren begründet die Denkmalwürdigkeit dieser speziellen Haustür. (LfD/2012) Sehr schönes gusseisernes Schmuckgitter, Pfarrhaus von 1725 laut Angabe des Ortschronisten Keller. | 09236144 |
| Direkt Bild zu diesem Denkmal hochladen | Schlussstein der einstigen Mühlgrabenbrücke (Brücke verfüllt, Schlussstein geborgen)                             | Schillerstraße (Karte)                        | bezeichnet 1788                                                     | Ortsgeschichtlich von Bedeutung, barocker Schlussstein mit Initialen. Brücke verfüllt, auf Schlussstein datiert und bezeichnet „JG“ (war Ortsrichter und Müller), Schlussstein geborgen, vermutlich zur Zeit im Heimatmuseum. | 09236142 |
| Direkt Bild zu diesem Denkmal hochladen | Häuslerhaus | Schillerstraße 1 (Karte)                      | bezeichnet 1827                                                     | Baugeschichtlich und sozialgeschichtlich von Bedeutung, Fachwerkhaus. Denkmaltext: 1561 erstmals urkundlich erwähnt. Am Türstock bezeichnet „1827“, vermutlich die Bauzeit des heute noch bestehenden Häusleranwesens. Kleiner zweigeschossiger Fachwerkbau mit massivem Erdgeschoss, traufständig zur Straße stehend. Fenster im Erdgeschoss leicht vergrößert, Türportal nur teilweise erhalten. Obergeschoss mit regelmäßiger Fachwerkkonstruktion mit Eckstreben, die Holzverbindungen gezapft. Das Haus wird abgeschlossen durch ein gut proportioniertes Krüppelwalmdach mit drei kleinen stehenden Gauben mit Satteldach an der Straßenseite. Weitgehend original erhaltenes ländliches Wohnhaus, welches das Bauhandwerk seiner Entstehungszeit ebenso präsentiert, wie die Lebensweise. Hieraus leitet sich die bau- und sozialgeschichtliche Bedeutung des Hauses ab. (LfD/2012) Fachwerk-Obergeschoss, Erdgeschoss massiv, Krüppelwalmdach, Reste Türportal, 1561 ? urkundliche Erwähnung. | 09236143 |
| Direkt Bild zu diesem Denkmal hochladen | Wohnstallhaus, ursprünglich zur Brauerei gehörend                                                                | Thurmer Straße 1 (Karte)                      | bezeichnet 1842                                                     | Baugeschichtlich von Bedeutung, Fachwerkbau. Denkmaltext: Wohnstallhaus eines Bauerngutes, ursprünglich zur Brauerei gehörend, 1842 erbaut. Teilabbruch des hinteren Gebäudeteils vor 2010. Zweigeschossiges Fachwerkhaus mit massivem Erdgeschoss, dort waren zum Erfassungszeitpunkt die originalen Portale von Haus- und Stalltür erhalten. Obergeschoss regelmäßiges Fachwerk mit wenigen Streben, alle Holzverbindungen gezapft. Im Obergeschoss blieben ein Taubenschlag mit Zug und eine Brettertür an der Traufseite erhalten. Abschluss durch Satteldach. Zeit- und landschaftstypisches ländliches Wohn- und Wirtschaftsgebäude, weitgehend original erhalten, von baugeschichtlichem Wert. (LfD/2012) Taubenschlag mit Zug, Erdgeschoss massiv, Fachwerk-Obergeschoss, Satteldach, Luke mit Fenster, Obergeschoss teilweise verschiefert, Teilabbruch des hinteren Gebäudeteils vor 2010. | 09236145 |
| Direkt Bild zu diesem Denkmal hochladen | Wohnstallhaus eines ehemaligen Vierseithofes                                                                     | Thurmer Straße 3 (Karte)                      | 2. Hälfte 18. Jahrhundert (Bauernhaus), bezeichnet 1839 (Türportal) | Baugeschichtlich und ortsbildprägend von Bedeutung. Denkmaltext: Wohnstallhaus, ursprünglich zu einem Bauerngut gehörend, am Türstock datiert „1839“ (eventuell Bauzeit des heutigen Fachwerkhauses). Das Gut wird bereits 1493 im Schönburgischen Zinsregister erwähnt. Zweigeschossiges Fachwerkgebäude mit massivem Erdgeschoss und engstieligem Fachwerk im Obergeschoss. Ein Giebel verkleidet. Hausabschluss durch hohes Satteldach. Durch seine dominante Lage an einer Straße, prägt es diese nicht zuletzt durch die Kubatur des Hauses und die original erhaltene holzreiche Fachwerkkonstruktion. Der Denkmalwert des Gebäudes ergibt sich somit aus der baugeschichtlichen und ortsbildprägenden Bedeutung. (LfD/2012) Fachwerk-Obergeschoss, Erdgeschoss massiv unterfahren, Türportal datiert 1839, Fachwerkkonstruktion vermutlich zweite Hälfte 18. Jahrhundert, Satteldach, Giebel verkleidet, urkundlich erwähnt 1493. | 09236146 |

## Kuhschnappel
| Bild                                    | Bezeichnung                                                                                            | Lage                                    | Datierung                         | Beschreibung | ID       |
| --------------------------------------- | --- | --------------------------------------- | --------------------------------- | --- | -------- |
|                                         | Gasthof                                                                                                | An der Katze 27 (Karte)                 | um 1850                           | Baugeschichtlich und ortsgeschichtlich von Bedeutung, schlichter Putzbau mit halbrundem Anbau zum Hof. Denkmaltext: Nach Brand des alten Gasthofes „Zur Guten Hoffnung“ wurde das heutige Gebäude 1834 neu aufgeführt. Die Namensgebung „Zur Katze“ basiert auf einem Zufall am Tag des Richtfestes. „An diesem Tag befand sich eine mäusefangende Katze im Neubau, die beim Morgengrauen vor den sie überraschenden Zimmerleuten bis auf den First des Sparrenwerkes kletterte. Sie hatte also den Bau 'gehoben', so dass die Zimmerleute in humorvoller Erfassung des Zwischenfalls den Gasthof auf den Katzenname tauften.“ (Friedrich Bergmann: Alte sächsische Gasthöfe. Dissertation. Dresden o. J., S. 76) Der ehemalige Straßengasthof steht dominant an einer wichtigen Straßengabelung umgeben von einem Garten mit hohen Bäumen. Die alten Straßen führten nach Glauchau, St. Egidien, Penig und Waldenburg. Der zweigeschossige Putzbau beeindruckt durch seine Größe und Kubatur. Über längsrechteckigem Grundriss erbaut, 11 mal 6 Fensterachsen, wobei an der vorderen Traufseite zwei schwache Seitenrisalite ausgebildet sind. Ursprünglich gab es ein Portal und einen Balkon in der Mitte der vorderen Traufseite, die heute nicht mehr erhalten sind. Abgeschlossen wird der repräsentative Putzbau durch ein hohes Walmdach. Die Fassade wird geprägt durch die regelmäßige Anordnung der Rechteckfenster, deren Natursteineinfassungen und schwache Gesimse. An der hinteren Traufseite gibt es einen turmartigen, konvex vorgewölbten Mittelbau. Im Inneren des Gasthofes blieb ein Saal im Obergeschoss erhalten. Das Gebäude beeindruckt durch seinen guten Originalzustand. Die genannten Verluste stellen keine wesentliche Beeinträchtigung des Gasthofes dar. Auf Grund der besonders typischen baulichen Ausprägung und der Authentizität erlangt das Gebäude baugeschichtliche Bedeutung. Als langjähriger Straßengasthof war das Gebäude stark frequentiert und ein wichtiger Stützpunkt bei Reisen über Land. Ebenso war der Gasthof ein gesellschaftlicher Mittelpunkt für die Bewohner der umliegenden Dörfer, die hier viele Familienfeste begingen. Aus dieser Nutzungsgeschichte leitet sich die große regionalgeschichtliche Bedeutung dieses Gebäudes ab. (LfD/2012) Barocke Kreuzstockfenster, halbrunder Anbau, zweigeschossig, Walmdach, zur Zeit leerstehend. | 09235880 |
| Direkt Bild zu diesem Denkmal hochladen | Zwei Seitengebäude eines Vierseithofes                                                                 | Ernst-Schneller-Straße 5 (Karte)        | um 1800                           | Baugeschichtlich und wirtschaftsgeschichtlich von Bedeutung, Fachwerkbauten, wichtig für Ortsbild, ein Seitengebäude mit einbogiger Kumthalle. Türen im Obergeschoss, Fachwerk-Obergeschoss, Erdgeschoss massiv, Giebel massiv, Krüppelwalmdach bzw. Satteldach, guter Originalzustand, wichtig für Ortsbild, ein Gebäude ehemaliger Pferdestall mit einbogiger Kumthalle. | 09235860 |
| Direkt Bild zu diesem Denkmal hochladen | Wohnstallhaus, zwei Seitengebäude und Scheune eines Vierseithofes                                      | Ernst-Schneller-Straße 11 (Karte)       | bezeichnet 1810, vermutlich älter | Baugeschichtlich, wirtschaftsgeschichtlich und sozialgeschichtlich von Bedeutung, wichtig für Ortsbild durch guten Originalzustand, Fachwerkbauten, Wohnhaus mit strebenreichem Fachwerk, ein Seitengebäude mit zweibogiger Kumthalle. - Wohnstallhaus: 1810 datiert am Türportal, Fachwerk-Obergeschoss strebenreich, Erdgeschoss massiv, Krüppelwalmdach, Torbogen mit Tor, - Zweites Seitengebäude: Leicht vorkragendes Fachwerk-Obergeschoss, Schiebefenster mit zahlreichen Sprossen, Erdgeschoss massiv, Krüppelwalmdach, - Scheune: Fachwerk Drempel, um 1800, Satteldach, - Erstes Seitengebäude: Stall mit zweibogiger Kumthalle, ehemals Pferdestall, Fachwerk-Obergeschoss verputzt, Erdgeschoss massiv, Krüppelwalmdach, Schiebefenster, wichtig für Ortsbild durch guten Originalzustand. | 09235861 |
| Weitere Bilder                          | Mühlenwohnhaus, Mahlmühlengebäude, Mühlgraben und Mühlentechnik der ehemaligen Mahl- und Schneidemühle | Ernst-Schneller-Straße 14 (Karte)       | 18. Jahrhundert                   | Gebäudekomplex von großer baugeschichtlicher, ortsgeschichtlicher, ortsbildprägender und technikgeschichtlicher Bedeutung, technisches Denkmal. Fachwerk-Obergeschoss verschiefert bzw. verbrettert, Erdgeschoss massiv, Krüppelwalmdach, wichtig für Ortsbild, sehr guter Originalzustand, Laut Dokumentation aus dem Jahr 1936 als Mahl- und Schneidemühle von Hans Kunze Ende des 17. oder im beginnenden 18. Jahrhundert erbaut. Die erste urkundliche Erwähnung findet sich im Gerichtsbuch Kuhschnappel des Jahres 1707 auf Blatt 42 (Sächsisches Hauptstaatsarchiv Dresden). Bis in die 1980er Jahre wurde die Mühle als Getreidemühle betrieben. Der Wohnteil der Mühle war bis 2001 bewohnt. Die Mühlentechnik blieb vollständig erhalten. Die Mühlentechnik muss vom LfD noch abschließend eingeordnet und bewertet werden. | 09235863 |
| Direkt Bild zu diesem Denkmal hochladen | Häuslerhaus                                                                                            | Ernst-Schneller-Straße 18 (Karte)       | um 1800                           | Baugeschichtlich und sozialgeschichtlich von Bedeutung, Fachwerkbau, guter Originalbestand, wichtig für Ortsbild. Denkmaltext: Landschaftstypisches Häuslerhaus in gutem Originalzustand von ortsbildprägender Bedeutung. Vermutlich um 1800 erbaut. Zweigeschossiges, giebelständig zur Straße stehendes ländliches Wohnhaus mit steilem Satteldach. Erdgeschoss massiv, möglicherweise massiv unterfahren. Die Fachwerkkonstruktion im Obergeschoss ist regelmäßig und strebenreich. Straßenseitiger Giebel verschiefert. Hauseingang in der Mitte der Traufseite, Stalltür nicht vorhanden. Im Obergeschoss blieb eine Türöffnung über dem Hauseingang erhalten. Fassadengliederung und Wand-Öffnungs-Verhältnis weitgehend gewahrt. Das Waldhufendorf Kuhschnappel, möglicherweise ursprünglich als einreihiges Waldhufendorf angelegt, blieb in seiner dörflichen Struktur erhalten. Neben Bauernhöfen prägen Häusleranwesen das Ortsbild. Allerdings wurden große Teile des Baubestandes in den vergangenen 60/70 Jahren umgebaut, so dass das beschriebene Häusleranwesen in der Ernst-Schneller-Straße 18 zu den wenigen original erhaltenen bäuerlichen Gebäuden des Ortes gezählt werden muss. Aus dieser Tatsache leitet sich die große ortsentwicklungsgeschichtliche Bedeutung ab. Zugleich erlangt das Haus als zeit- und landschaftstypisches Wohn- und Wirtschaftsgebäude auch bau- und sozialgeschichtliche Bedeutung. (LfD/1994, 2012) Erdgeschoss massiv, originales Türportal, Ziegelmauerwerk, Fachwerk-Obergeschoss strebenreich, Tür im Obergeschoss, Giebel verschiefert, Satteldach, guter Originalbestand, wichtig für Ortsbild. | 09235866 |
| Direkt Bild zu diesem Denkmal hochladen | Wohnstallhaus eines Bauernhofes                                                                        | Ernst-Schneller-Straße 27 (Karte)       | nach 1800                         | Baugeschichtlich von Bedeutung, mit Fachwerk-Obergeschoss. Denkmaltext: Landschafts- und zeittypisches Wohnstallhaus eines Dreiseithofes in gutem Originalzustand von ortsbildprägender Bedeutung. Vorgängerbau 1848 abgebrannt und zwischen 1848 und 1850 Wiederaufbau an neuem Standort. Stattliches Wohnstallhaus mit massivem Erdgeschoss und regelmäßiger Fachwerkkonstruktion mit Eckstreben. Gebäudeabschluss durch hohes Krüppelwalmdach. Im Inneren war 1995 die originale Raumstruktur erhalten. Das Erdgeschoss ist, wie dies in Sachsen für Wohnstallhäuser typisch ist, dreigeteilt in den Wohn-, den Flur- und den Stallbereich. Im ehemaligen Kuhstall blieb ein vermutlich bauzeitliches Kappengewölbe erhalten. Auch das Obergeschoss des Hauses weist die für sächsische Wohnstallhäuser typische Gliederung mit Flur, Kammergang zum Hintergiebel, den angrenzenden Schlafkammern und Stuben zum vorderen Giebel auf. Diese Stuben wurden durch das Einziehen von Trennwänden nachträglich unterteilt. Historische Zimmertüren blieben leider nicht erhalten. Der Dachstuhl wurde als Kehlbalkendach mit Kehl- und Hahnebalken sowie seitlichem Windverband ausgebildet. Alle Holzverbindungen sind bereits gezapft. Der Dachstuhl weist keine Veränderungen auf. Das Wohnstallhaus steht erhöht zur Dorfstraße. Durch diese dominante Lage und die Gebäudekubatur prägt das Haus das Straßenbild maßgeblich. Zum Zeitpunkt der Denkmalausweisung Anfang der 1990er Jahre waren noch teilweise die Fenstergewände im Erdgeschoss erhalten, die allerdings durch Sanierungen zwischenzeitlich offensichtlich entfernt wurden. Ein Waschhausanbau an der abgewandten Traufseite wurde nachträglich erweitert, das Türportal entfernt und die Fenster durch Einfachfenster ersetzt. Die beschriebenen Veränderungen stellen eine gewisse Beeinträchtigung des Gesamterscheinungsbildes dar, allerdings blieben die wesentlichen konstruktiven Elemente und die Kubatur des Hauses erhalten, so dass der Denkmalwert durch den hohen bau- und sozialgeschichtlichen Aussagewert des Hauses weiterhin gegeben ist. Das Haus vermittelt einen eindrucksvollen Einblick in die Arbeits- und Lebensbedingungen der ländlichen Bevölkerung in der ersten Hälfte des 19. Jahrhunderts sowie in das ländliche Bauhandwerk jener Zeit, so dass dem Gebäude eine bau- und sozialgeschichtliche Bedeutung zukommt. (LfD/1995, 2012) Fachwerk-Obergeschoss, Eckstreben, Erdgeschoss massiv, Giebel verkleidet, Fassadengliederung original erhalten, Krüppelwalmdach. | 09235862 |
| Weitere Bilder                          | Denkmal für die Gefallenen des Ersten Weltkrieges                                                      | Ernst-Schneller-Straße 28 (bei) (Karte) | bezeichnet 1922 (Kriegerdenkmal)  | Ortsgeschichtlich von Bedeutung, Gefallenendenkmal für den Ort Kuhschnappel. | 09235869 |
| Direkt Bild zu diesem Denkmal hochladen | Wohnstallhaus, Seitengebäude und Scheune eines Dreiseithofes                                           | Ernst-Schneller-Straße 29 (Karte)       | vor 1800                          | Baugeschichtlich und wirtschaftsgeschichtlich von Bedeutung, Fachwerkbauten. - Wohnhaus: Vor 1800, Seitengebäude mit Scheune zusammengebaut, Seitengebäude vor 1800, - Scheune: Fachwerk Drempel, Satteldach, Giebel massiv, - Seitengebäude: Erdgeschoss massiv, Schiebefenster, Satteldach, - Wohnhaus: Gut proportioniert, strebenreiches Fachwerk, Erdgeschoss massiv, weit vorkragendes Satteldach, Giebel verschiefert, traufseitiger massiver Anbau. | 09235865 |
| Direkt Bild zu diesem Denkmal hochladen | Wohnstallhaus, Seitengebäude und Scheune eines Dreiseithofes                                           | Ernst-Schneller-Straße 33 (Karte)       | um 1700                           | Baugeschichtlich, sozialgeschichtlich und wirtschaftsgeschichtlich von Bedeutung, Fachwerkbauten, Wohnhaus mit altertümlicher Fachwerkkonstruktion (Kopfstreben). - Scheune und Seitengebäude: um 1800, - Seitengebäude: Fachwerk-Obergeschoss, Erdgeschoss massiv, Satteldach, keine Besonderheit, - Scheune: Fachwerk, Satteldach, Giebeldreieck verbrettert, - Wohnhaus: Fachwerk-Obergeschoss komplett erhalten, teilweise verputzt, Giebelseite mit geblatteten Kopfbändern, Giebeldreieck verbrettert mit Wetterschräge, Satteldach, Erdgeschoss massiv unterfahren, Ziegelmauerwerk, um 1700, vermutlich leerstehend, Wohnhaus mit traufseitigem Backhaus- oder Waschhausanbau. | 09235867 |
| Direkt Bild zu diesem Denkmal hochladen | Häuslerhaus                                                                                            | Ernst-Schneller-Straße 38 (Karte)       | um 1820                           | Baugeschichtlich und sozialgeschichtlich von Bedeutung, Fachwerkbau. Fachwerk-Obergeschoss, Erdgeschoss massiv, originale Fenster- und Türgewände, Satteldach, Dachbereich verändert. | 09235871 |
| Direkt Bild zu diesem Denkmal hochladen | Häuslerhaus (ohne Anbau)                                                                               | Ernst-Schneller-Straße 51 (Karte)       | 2. Hälfte 18. Jahrhundert         | Baugeschichtlich und sozialgeschichtlich von Bedeutung, Fachwerkbau. Fachwerk-Obergeschoss, Erdgeschoss massiv, Satteldach, vorkragend. | 09235870 |
| Direkt Bild zu diesem Denkmal hochladen | Zwei Seitengebäude und Scheune eines Vierseithofes                                                     | Ernst-Schneller-Straße 62 (Karte)       | vor 1800                          | Baugeschichtlich und wirtschaftsgeschichtlich von Bedeutung, Fachwerkbauten, ein Seitengebäude mit Kumthalle. 1994 nicht besichtigt, alle Gebäude mit Fachwerk, vermutlich guter Originalbestand, ein Seitengebäude: Pferdestall mit Kumthalle, Fachwerk-Obergeschoss verschiefert, Satteldach, auf dem Hof Mistbahn – vor 2010 beseitigt, Wohnstallhaus – kein Denkmal – ist bezeichnet „1780“ (Schlussstein an Tür im Innern). | 09235875 |
| Weitere Bilder                          | Denkmal für die Gefallenen des Ersten Weltkrieges                                                      | Ernst-Schneller-Straße 62 (bei) (Karte) | nach 1918 (Kriegerdenkmal)        | Ortsgeschichtlich von Bedeutung, Gefallenendenkmal für den Ort Tirschheim. | 09235874 |
| Direkt Bild zu diesem Denkmal hochladen | Seitengebäude (mit angebautem Schuppen) eines Vierseithofes                                            | Ernst-Schneller-Straße 68 (Karte)       | 2. Hälfte 18. Jahrhundert         | Baugeschichtlich von Bedeutung, mit Fachwerk-Obergeschoss. - Erstes Seitengebäude (Schuppen): Steht schräg zwischen Wohnhaus und Seitengebäude als Verbinderbau, eine Riegelkette, Streben, Satteldach, Erdgeschoss massiv, - Zweites Seitengebäude: Zweite Hälfte 18. Jahrhundert, Fachwerk-Obergeschoss, Durchfahrt, Heuaufzug, Satteldach, im Wohnhaus alter Backofen, zur Zeit zugesetzt, laut Information des Besitzers. | 09235877 |
| Direkt Bild zu diesem Denkmal hochladen | Wohnstallhaus, zwei Seitengebäude (eines mit Oberlaube) und Scheune eines Vierseithofes                | Ernst-Schneller-Straße 81 (Karte)       | 1752                              | Bedeutendste Hofanlage des Dorfes mit wertvollem Baubestand, baugeschichtlich und sozialgeschichtlich sowie städtebaulich bedeutsam, überwiegend Fachwerkbauten, Wohnstallhaus mit barockem Türportal, ein Seitengebäude mit seltener Oberlaube. Denkmaltext: Kuhschnappel ist ein typisches Waldhufendorf, das seinen dörflichen Charakter bewahren konnte. Die Bevölkerung war vor allem in der Landwirtschaft tätig. Im 19. Jahrhundert befanden sich im Ort eine Schmiede, eine Mühle und zwei Schenken. Strumpfwirkerei und Handschuhnäherei wurden wie in den benachbarten Dörfern als Hausindustrie betrieben. Durch Bauveränderungen im 20. Jahrhundert, besonders in den vergangenen 40 Jahren, wurde die ursprüngliche Bausubstanz stärker verändert, so dass nur noch ein kleiner Denkmalbestand erhalten blieb. Der Vierseithof Ernst-Schneller-Straße 81 ist, bedingt durch seinen hervorragenden (Erhaltungszustand ? ...). Denkmalwürdig sind alle zum Hof gehörenden Wohn- und Wirtschaftsgebäude. - Wohnstallhaus: Ende 18. Jahrhundert erbaut, Erdgeschoss massiv, Fachwerkobergeschoss,Stichbogenportal mit Schlussstein und Inschrift: „Denk nicht der dieses Hauses vor kurzem abgemessen das er das schönste Haus des Himmels hat vergessen“, im Stallbereich preußisches Kappengewölbe, ansonsten auch Kreuzgratgewölbe im Erdgeschoss, - Seitengebäude: Auszüglerhaus, laut Inschrift 1750 erbaut, im Erdgeschoss Stube mit Holzeinschubdecke mit Resten der farbigen Fassung, an den Balken der Holzeinschubdecke Schiffchenkehlen, ebenfalls in der Stube Vierfüllungstür, Erdgeschoss massiv, Fachwerkobergeschoss, dort siebenbogige Oberlaube, vorkragend, Treppe zum Obergeschoss befindet sich im Hausinneren, neben der Laube jeweils ein geschlossener Raum, der gleichfalls über das Erdgeschoss vorkragt, die Fachwerkgefache teils mit Ziegeln ausgefacht, Abschluss durch Krüppelwalmdach, - Scheune: Fachwerkbau, zweite Hälfte 18. Jahrhundert, Obergeschoss vorkragend, Abschluss durch Krüppelwalmdach, - Zweites Seitengebäude: Massivbau, Durchfahrt, sehr schönes aufgedoppeltes zweiflügeliges Tor mit geschnitztem Blumenmotiv, handgeschmiedete Nägel, Stichbogenportal mit Schlussstein, Heuaufzug, Als bedeutendster Hof des Ortes in sehr gutem Originalzustand dokumentiert dieser Bauernhof exemplarisch das ländliche Leben und Wirtschaften sowie das Bauhandwerk seiner Entstehungszeit, hierdurch erlangt er eine große haus- und sozialgeschichtliche, aber auch ortsgeschichtliche Bedeutung. (LfD/2012)        | 09235876 |
| Direkt Bild zu diesem Denkmal hochladen | Scheune und zwei Seitengebäude eines Vierseithofes                                                     | Ernst-Schneller-Straße 89 (Karte)       | vor 1800                          | Baugeschichtlich und wirtschaftsgeschichtlich von Bedeutung, teilweise in Fachwerkbauweise. - Scheune: Inschrift: „Nicht Kraft noch Fleiß noch Arbeit nützt wenn Gott der Herr das Feld nicht schützt und schenkt ihm seinen gnadenvollen Segen an dem nur allein es alles gelegen Richard Reichenbach und Anna geborene Schmidt“, Inschrift stammt aus Erweiterung, Scheune wurde erweitert durch Drempel und Verlängerung giebelseitig, Drempel verbrettert, vermutlich zweite Hälfte 19. Jahrhundert, eigentliche Bauzeit 18. Jahrhundert, schöner, verzierter Taubenschlag, Schiebefenster, - Seitengebäude: Angebaut an Scheune, ursprünglich Pferdestall, zwei Durchfahrten mit Schlussstein an Portalen, Satteldach, Erdgeschoss massiv, Schiebefenster, - Zweites Seitengebäude: Fachwerk-Obergeschoss verputzt, Schiebefenster. | 09235878 |
| Direkt Bild zu diesem Denkmal hochladen | Winkelhof, Häuslerhaus mit angebautem Seitenflügel                                                     | Ernst-Schneller-Straße 97 (Karte)       | 2. Hälfte 18. Jahrhundert         | Baugeschichtlich und sozialgeschichtlich von Bedeutung, Fachwerkbau, mit Stichbogenportal. Fachwerk-Obergeschoss, Krüppelwalmdach, Erdgeschoss massiv, Stichbogenportal, guter Originalzustand, wichtig für Ortsbild. | 09235879 |
|                                         | Wegestein                                                                                              | Rüsdorfer Straße 1 (bei) (Karte)        | 19. Jahrhundert                   | Verkehrsgeschichtlich von Bedeutung. Mit Inschriften: „Rüssdorf“, „St. Egidien“, „Waldenburg“ und Pfeilen. | 09303693 |
| Direkt Bild zu diesem Denkmal hochladen | Wohnstallhaus, Seitengebäude und Scheune eines ehemaligen Vierseithofes                                | Rüsdorfer Straße 2 (Karte)              | bezeichnet 1843                   | Baugeschichtlich und wirtschaftsgeschichtlich von Bedeutung, Fachwerkbauten. Sehr guter Originalzustand, - Wohnhaus: 1843, Fachwerk-Obergeschoss, Eckstreben, breiter Schwellenkranz, Giebel verkleidet, Krüppelwalmdach, Türportale um 1820, Erdgeschoss massiv, * Scheune: Fachwerk, Durchfahrt, Krüppelwalmdach, - Seitengebäude: Eckstreben, Fachwerk-Obergeschoss teilweise verkleidet, Erdgeschoss massiv, Krüppelwalmdach. | 09235868 |

## Lobsdorf
| Bild                                    | Bezeichnung                                                            | Lage                                   | Datierung                      | Beschreibung | ID       |
| --------------------------------------- | ---------------------------------------------------------------------- | -------------------------------------- | ------------------------------ | --- | -------- |
| Direkt Bild zu diesem Denkmal hochladen | Denkmalschutzgebiet Ortslage Lobsdorf (Vorschlag)                      |                                        |                                | Denkmalschutzgebiet Ortslage Lobsdorf | 09247667 |
| Direkt Bild zu diesem Denkmal hochladen | Häuslerhaus                                                            | Berggasse 7 (Karte)                    | nach 1800                      | Baugeschichtlich und sozialgeschichtlich von Bedeutung, Fachwerkbau. Fachwerk-Obergeschoss, Eckstreben, Erdgeschoss massiv, Krüppelwalmdach, Giebel verkleidet, anderer Giebel massiv. | 09235982 |
| Direkt Bild zu diesem Denkmal hochladen | Häuslerhaus                                                            | Berggasse 11 (Karte)                   | 2. Hälfte 18. Jahrhundert      | Baugeschichtlich und sozialgeschichtlich von Bedeutung, Fachwerkbau. Fachwerk-Obergeschoss, Erdgeschoss massiv, zwei zu große Fenster, Satteldach, Anbau giebelseitig, mit Fachwerk und Tür im Obergeschoss, Giebeldreieck verbrettert mit Wetterschräge. | 09235979 |
| Direkt Bild zu diesem Denkmal hochladen | Häuslerhaus                                                            | Berggasse 13 (Karte)                   | um 1820                        | Baugeschichtlich und sozialgeschichtlich von Bedeutung, ortsbildprägender Fachwerkbau. Fachwerk-Obergeschoss, Eckstreben, Erdgeschoss massiv, regelmäßiges Fachwerk, Teile Türportal erhalten. | 09235978 |
| Direkt Bild zu diesem Denkmal hochladen | Häuslerhaus                                                            | Berggasse 26 (Karte)                   | nach 1800                      | Baugeschichtlich und sozialgeschichtlich von Bedeutung, Fachwerkbau. Fachwerk-Obergeschoss, Erdgeschoss massiv, Satteldach, Giebel verschiefert, traufseitiger massiver Anbau und giebelseitiger Anbau am rückwärtigen Giebel. | 09235977 |
| Direkt Bild zu diesem Denkmal hochladen | Häuslerhaus                                                            | Hohlweg 4 (Karte)                      | um 1800                        | Baugeschichtlich und sozialgeschichtlich von Bedeutung, mit Fachwerk-Obergeschoss. Fachwerk-Obergeschoss, verkleidet, Erdgeschoss massiv, Satteldach. | 09235994 |
| Weitere Bilder                          | Kirche sowie Kirchhof mit Einfriedungsmauer                            | Kirchweg (Karte)                       | 1792–1793                      | Baugeschichtlich, ortsgeschichtlich und ortsbildprägend von Bedeutung, schlichte barocke Saalkirche mit hohem Dachreiter. Denkmaltext: 1792/93 möglicherweise auf den Grundmauern des Vorgängerbaus durch Michael Zschirpe aus Kuhschnappel neu erbaute Saalkirche mit großem Walmdach und hohem Dachreiter mit achtseitigem Glockengeschoss und Laterne mit Welscher Haube. Restaurierungen außen 1985/86 und innen 1993. Putzbau mit geradem Chorabschluss in Nord-Südausrichtung. Die ansonsten schmucklose Fassade wird durch hohe Rundbogenfenster geprägt. Im Inneren flachgedeckter Saal mit zweigeschossigen Emporen an der Ost- und Westseite. Die Orgelempore ist dagegen nur eingeschossig. Zur Ausstattung gehört ein marmorierter Kanzelaltar und eine hölzerne Taufe in klassizistischem Stil, vermutlich Ende 18. Jahrhundert sowie eine Jehmlich-Orgel von 1933. Aufgrund ihres authentischen Bauzustandes erlangt das Gebäude baugeschichtliche Bedeutung. Ihre Nutzung begründet die große ortsgeschichtliche Bedeutung. Durch die Kubatur der Kirche und ihre erhöhte Lage dominiert sie das Ortsbild und erlangt außerdem ortsbildprägende Bedeutung. (LfD/2012) Quelle: Dehio Sachsen II. München 1998, S. 918 Neubau anstelle alter Kirche errichtet, erbaut von Michael Zschirpe, flachgedeckter Rechteckbau, umlaufende zweigeschossige Emporen, Ostseite Kanzel, Dachreiter. | 09235985 |
| Weitere Bilder                          | Pfarrhaus                                                              | Obere Dorfstraße 1 (Karte)             | 1695, später überformt         | Baugeschichtlich und ortsgeschichtlich von Bedeutung, mit Fachwerk-Obergeschoss, ortsbildprägende Lage nahe Kirche und Kirchhof. Pfarrhaus: Fachwerk-Obergeschoss, Erdgeschoss massiv, Satteldach, ehemals Wohnstallhaus, Fachwerk verschiefert, 1695 nach Brand neu errichtet, wesentliche Veränderungen u. a. auch an Fachwerkkonstruktion vermutlich in den Jahren 1761, 1872, 1884 und 1903–07. | 09235984 |
| Direkt Bild zu diesem Denkmal hochladen | Häuslerhaus                                                            | Obere Dorfstraße 6 (Karte)             | 1. Drittel 19. Jahrhundert     | Baugeschichtlich und sozialgeschichtlich von Bedeutung, Fachwerkhaus. Denkmaltext: Häuslerhaus, traufständig zur Straße stehend. Vermutlich im ersten Drittel des 19. Jahrhunderts erbaut und später baulich überformt. Dabei wurde die ursprünglich im Erdgeschoss befindliche Stallung für Wohnzwecke umgebaut. 1958 wurden breitliegende Fenster eingebaut. Abgeschlossen wird das Gebäude durch ein Satteldach, zum Erfassungszeitpunkt in den 1990 Jahren noch teil mit Schieferdeckung. Im Inneren schlicht ohne bauhistorische Besonderheiten. Der Dachstuhl ist ein Kehlbalkendach mit einfach stehendem Stuhl. Trotz der beschriebenen baulichen Veränderungen blieben wesentliche Teile des bauzeitlichen Bestandes erhalten und dokumentieren somit das Bauhandwerk und die Lebensweise im beginnenden 19. Jahrhunderts recht eindrucksvoll. Durch die dominante Lage im Dorf ist das Gebäude wichtig für das Ortsbild. Der Denkmalwert dieses Häuslerhauses leitet sich damit von seiner bau- und sozialgeschichtlichen sowie ortsbildprägenden Bedeutung ab. (LfD/2012) Fachwerk-Obergeschoss, Erdgeschoss massiv unterfahren, Giebel verschiefert, Satteldach, zu große Fenster im Erdgeschoss. | 09235991 |
| Direkt Bild zu diesem Denkmal hochladen | Wohnstallhaus und frei stehendes Backhaus                              | Obere Dorfstraße 8 (Karte)             | um 1700                        | Baugeschichtlich und wirtschaftsgeschichtlich von Bedeutung, Wohnhaus mit ungewöhnlicher Fachwerkkonstruktion (Kopfstreben und Fußstreben, vorkragendes Obergeschoss), ehemaliges Umgebindehaus. Denkmaltext: Als Kulturdenkmale ausgewiesen wurden das Wohnstallhaus und das freistehende Backhaus. Das Wohnstallhaus könnte nach Schätzung des vorgefundenen Baubestandes um 1700, eventuell auch früher, erbaut worden sein. Es handelt sich hierbei um ein zweigeschossiges Fachwerkhaus, welches im Erdgeschoss massiv unterfahren wurde. Ständer am vorderen Giebel deuten noch auf das ursprünglich vorhandene Umgebinde, welches heute nicht mehr erhalten ist. Das Fachwerk im Obergeschoss kragt leicht vor. Die Schwelle ist mit einer Schiffchenkehlung versehen. Es ist zweirieglig und hat aufgeblattete Fuß- und Kopfstreben. Diese Fachwerkkonstruktion trifft man in Lobsdorf nur an diesem Haus an. Sie belegt die vermutete Bauzeit. Abgeschlossen wird das Gebäude durch ein steiles und sehr hohes Krüppelwalmdach, welches zu beiden Traufseiten weiter übersteht. Die flächendeckende Denkmalerfassung in den vergangenen Jahren verdeutlichte, dass dieses Haus wohl zu den ältesten Wohnstallhäusern im ehemaligen Altkreis Hohenstein-Ernstthal gehört. In den benachbarten Dörfern finden sich keine vergleichbaren ländlichen Wohn- und Wirtschaftsgebäude. Neben dem Wohnhaus steht ein freistehendes Backhaus. Die Fachwerkkonstruktion des Hauses lässt vermuten, dass dieses kleine Gebäude im 19. Jahrhundert errichtet wurde. Freistehende Backhäuser sind nur äußerst selten in Sachsen anzutreffen. Beiden Gebäuden sind damit singulär. Sie besitzen einen sehr hohen baugeschichtlichen sowie sozialgeschichtlichen Wert. (LfD/2012) Wohnhaus: um 1700, Fachwerk-Obergeschoss mit geblatteten Fußstreben und Kopfstreben, zwei Riegelketten, Erdgeschoss massiv unterfahren, Reste des Umgebindeständers einbezogen, Blockstube und ehemals stark profilierte Einschubdecke entfernt, ehemaliges Umgebindehaus, an Schwellen Schiffchenkehlen, stark profiliert bzw. abgefast, Sparren in Deckenbalken gezapft, Giebel verkleidet mit Wetterschrägen, Krüppelwalmdach, Backhaus: Giebel verbrettert, Steinsockel, Fachwerk, ohne Backofen.                                                                            | 09235990 |
| Direkt Bild zu diesem Denkmal hochladen | Wohnstallhaus und zwei Seitengebäude eines ehemaligen Vierseithofes    | Obere Dorfstraße 11 (Karte)            | bezeichnet 1768                | Baugeschichtlich, sozialgeschichtlich und wirtschaftsgeschichtlich von Bedeutung, Fachwerkbauten. Fachwerk-Obergeschoss, strebenreich, Erdgeschoss massiv, Krüppelwalmdach, Inschrift in Schwelle nicht lesbar, dort datiert „1768“, verwahrlost, Giebel verschiefert, Erdgeschoss Lehmstock, schöner verschieferter Giebel, (Familie Kühn), zwei Seitengebäude mit Fachwerk-Obergeschoss, Scheune abgebrochen. | 09235989 |
| Direkt Bild zu diesem Denkmal hochladen | Wohnstallhaus, Seitengebäude, Scheune und Torbogen eines Dreiseithofes | Obere Dorfstraße 14 (Karte)            | bezeichnet 1859, im Kern älter | Baugeschichtlich und wirtschaftsgeschichtlich von Bedeutung, Fachwerkbauten, Wohnhaus mit altertümlicher Fachwerkkonstruktion (Kopfstreben). Denkmaltext: In der Denkmalliste des Freistaates Sachsen sind drei Gebäude des Vierseithofes, das Wohnstallhaus und zwei Seitengebäude sowie der straßenseitige Torbogen als Kulturdenkmale ausgewiesen worden. Baugeschichtlich von besonderer Bedeutung ist das Wohnstallhaus, ein ehemaliges Umgebindehaus, vermutlich um 1700 oder sogar im 17. Jahrhundert erbaut. Das zweigeschossige Fachwerkhaus mit massivem Erdgeschoss wurde vermutlich 1859 laut Inschrift am Türstock massiv unterfahren. mit Bruchsteinmauerwerk. Die sichtbare Fachwerkkonstruktion im Obergeschoss der Hoftraufseite ist zweirieglig mit aufgeblatteten Kopfstreben und halbrunden Füllhölzern zwischen dem Rähm des Erdgeschosses und der Schwelle des Obergeschosses. Eine Besonderheit bildet der aufgekämmte, an der Hoftraufseite durchlaufende Riegel. Diese Konstruktion ist sehr selten anzutreffen und stellt eine hausgeschichtliche Besonderheit dar. Das Haus ist sehr breit und wird abgeschlossen durch ein mächtiges Krüppelwalmdach. Die beiden Seitengebäude sind schlichte Fachwerkbauten des 19. oder eventuell auch des beginnenden 20. Jahrhunderts, die wichtige Bestandteile des für das Ortsbild bedeutsamen Bauernhofes sind. Sehr schön und inzwischen immer seltener werdend das Tor mit Korbbogenabschluss, vermutlich ein verputzter Ziegelbau mit zweiflügligem Holztor. Der Denkmalwert des Wohnstallhauses ergibt sich vor allem aus seiner großen hausgeschichtlichen Bedeutung aufgrund der Singularität der Fachwerkkonstruktion und seines hohen Alters. Die anderen Bestandteile sind wichtig aus sozialgeschichtlichen und städtebaulichen Gesichtspunkten. (LfD/2012) Wohnhaus: wichtiges Gebäude, Türstock datiert 1859, zwei zu große Fenster, Erdgeschoss massiv unterfahren, Blattsassen als Hinweis auf Umgebindekonstruktion, halbrunde Füllhölzer, leicht vorkragendes Obergeschoss, zwei Riegelketten, Brustriegel mit aufgekämmtem, durchlaufendem Riegel, geblattete Kopfbänder, evtl. 17. Jh., großes Krüppelwalmdach, zwei Seitengebäude: Fachwerk, sehr einfach, Satteldach, vermutlich 19. Jh., zur Komplettierung Ensemble, Wohnhaus vermutlich nachträglich verlängert. | 09235988 |
| Direkt Bild zu diesem Denkmal hochladen | Wohnstallhaus, Seitengebäude und Scheune eines Vierseithofes           | Obere Dorfstraße 17 (Karte)            | 2. Hälfte 18. Jahrhundert      | Baugeschichtlich, sozialgeschichtlich und wirtschaftsgeschichtlich von Bedeutung, Fachwerkbauten. - Wohnhaus: Fachwerk-Obergeschoss, weit vorkragendes Satteldach, Giebel verkleidet, Erdgeschoss massiv, strebenreiches Fachwerk, traufseitiger Anbau, zweite Hälfte 18. Jahrhundert, - Seitengebäude: Gleiche Gestaltung, Tür im Obergeschoss, gleiche Bauzeit, - Scheune: Fachwerk, Satteldach. | 09235987 |
| Direkt Bild zu diesem Denkmal hochladen | Wohnstallhaus, zwei Seitengebäude und Scheune eines Vierseithofes      | Obere Dorfstraße 20 (Karte)            | 2. Hälfte 18. Jahrhundert      | Baugeschichtlich, sozialgeschichtlich und wirtschaftsgeschichtlich von Bedeutung, Fachwerkbauten, Wohnhaus strebenreiches Fachwerk. - Wohnhaus: Strebenreiches Fachwerk-Obergeschoss, weit vorkragendes Dach, Erdgeschoss massiv, ein Giebel massiv, Satteldach, zweite Hälfte 18. Jahrhundert, - Seitengebäude: Fachwerk-Obergeschoss, Erdgeschoss massiv, giebelseitiger Anbau, Giebeldreieck verbrettert, Satteldach, strebenreiches Fachwerk, gleiche Bauzeit, Schiebefenster, Außentreppe zum Obergeschoss, Tür im Obergeschoss, - Scheune: Fachwerk verbrettert im Drempelbereich, Anbauten, Satteldach, - Zweites Seitengebäude: Verbretterung, Heuaufzug, Satteldach, um 1900. | 09235986 |
| Direkt Bild zu diesem Denkmal hochladen | Denkmal für die Gefallenen des Ersten Weltkrieges                      | St. Egidiener Straße 1 (neben) (Karte) | nach 1918 (Kriegerdenkmal)     | Ortsgeschichtlich von Bedeutung. | 09235993 |
| Direkt Bild zu diesem Denkmal hochladen | Wohnstallhaus und Torbogen eines Vierseithofes                         | St. Egidiener Straße 2 (Karte)         | um 1750                        | Baugeschichtlich von Bedeutung, Fachwerkbau, strebenreiches Fachwerk. Erdgeschoss massiv unterfahren und verändert, Fachwerk-Obergeschoss mit etwas zu großen Fenstern, weit vorkragendes Krüppelwalmdach, Giebeldreieck verschiefert, breiter Schwellenkranz, strebenreiches Fachwerk. | 09235992 |
| Direkt Bild zu diesem Denkmal hochladen | Zwei Seitengebäude und Scheune eines Vierseithofes                     | St. Egidiener Straße 6 (Karte)         | 1797                           | Baugeschichtlich und wirtschaftsgeschichtlich von Bedeutung, ortsbildprägende Fachwerkbauten. - Erstes Seitengebäude: Rechter Winkel zum Wohnhaus, gegenüber Straße, Fachwerk-Obergeschoss, strebenreich,Schiebefenster, Tür im Obergeschoss, Heuaufzug, Erdgeschoss massiv mit Stall und Garageneinbau, Heuboden Obergeschoss, Giebeldreieck verbrettert, zweite Hälfte 18. Jahrhundert, - Zweites Seitengebäude: Kleiner Bau, gegenüber Wohnhaus, Stall im Erdgeschoss, Garage, massiv, Fachwerk-Obergeschoss, Eckstreben, Tür im Obergeschoss, Satteldach, sehr schöner Giebel, nach 1800, regelmäßige Gliederung, breit ausgeprägte Schwelle, - cheune: 1797 vermutlich, Durchfahrt, gezapfte Streben, nachträglich vermutlich Fachwerkdrempel, Satteldach. | 09235983 |
| Direkt Bild zu diesem Denkmal hochladen | Wohnhaus, Scheune und Seitengebäude eines Dreiseithofes                | St. Egidiener Straße 16 (Karte)        | bezeichnet 1868                | Baugeschichtlich und wirtschaftsgeschichtlich von Bedeutung, Wirtschaftsgebäude zum Teil in Fachwerkbauweise. Massiv, Satteldächer, zeittypischer Baustil erhalten, Beispiel dieser Bauphase, an Seitengebäude teilweise Fachwerk, guter Originalbestand. | 09235976 |